# Eligio Martínez
Eligio Martínez Villasboa (Itá, Central; 21 de julio de 1955-Asunción, 10 de septiembre de 2024) fue un futbolista paraguayo nacionalizado boliviano, que jugaba como defensa. Fue internacional con la Selección de Bolivia.

## Biografía
Apodado de forma irónica como 'Cariñosito', Eligio Martínez fue un recio defensor paraguayo llegado a Bolivia en 1980. De complexión fuerte, con 89 kilos de peso y una altura por encima de la media, era un rival temible para los delanteros bolivianos y extranjeros, pues era inflexible a la hora de marcar, siempre jugando al borde del reglamento, con mucha fuerza y velocidad. Además, a pesar de su puesto en el campo de juego, su vocación ofensiva le daba un plus al ataque de los equipos que le tocó conformar.
Su primer equipo en Bolivia fue el Club Bolívar equipo al que lo llevó el alemán Edward Virba en 1980, sin embargo, poco después, The Strongest lo incorporó como refuerzo para disputar la Copa Libertadores 1981 y, a partir de entonces, jugó en el equipo 'gualdinegro' durante 12 temporadas, jugando 330 partidos con este equipo entre torneos nacionales, internacionales y amistosos, y llegando a marcar hasta 36 goles a pesar de ser defensor. Disputó además las Copas Libertadores de 1981, 1982, 1987, 1990 y 1994.
Para 1989 adquirió la nacionalidad boliviana y fue convocado para jugar la Copa América de Brasil de 1989 y las Eliminatorias al Mundial de Italia 90, cuando la Selección Boliviana estuvo a punto de clasificar pero no lo logró por el gol diferencia.
En 1992 militó brevemente en Wilstermann, pero casi inmediatamente regresó a The Strongest donde se retiró en 1994 a los 39 años.
Vivió en la ciudad de Dallas, Estados Unidos.[cita requerida]

### Muerte
El 10 de septiembre de 2024, producto de una cardiopatía, falleció a los 69 años en Asunción, Paraguay.

## Selección nacional
| Competición                        | País   | Resultado | Año  |
| ---------------------------------- | ------ | --------- | ---- |
| Copa América                       | Brasil | 1.ª fase  | 1989 |
| Eliminatorias de la Copa del Mundo |        | 3.º lugar | 1989 |

## Clubes
| Club              | País    | Año         |
| ----------------- | ------- | ----------- |
| Bolívar           | Bolivia | 1980        |
| The Strongest     | Bolivia | 1981 - 1991 |
| Jorge Wilstermann | Bolivia | 1992        |
| The Strongest     | Bolivia | 1993 - 1994 |

## Palmarés

### Campeonatos nacionales
| Título                                | Club          | País    | Año  |
| ------------------------------------- | ------------- | ------- | ---- |
| Liga del Fútbol Profesional Boliviano | The Strongest | Bolivia | 1986 |
| Liga del Fútbol Profesional Boliviano | The Strongest | Bolivia | 1989 |
| Liga del Fútbol Profesional Boliviano | The Strongest | Bolivia | 1993 |